# Folke Jansson
Folke Jansson (Suecia, 23 de abril de 1897-18 de julio de 1965) fue un atleta sueco, especialista en la prueba de triple salto en la que llegó a ser subcampeón olímpico en 1920.

## Carrera deportiva
En los JJ. OO. de Amberes 1920 ganó la medalla de plata en el triple salto, llegando hasta los 14.48 metros, siendo superado por el finlandés Vilho Tuulos (oro con 14.505 metros) y por delante de su paisano sueco Erik Almlöf (bronce con 14.27 metros).